# Реча-Міке
Реча-Міке (рум. Recea Mică) — село у повіті Селаж в Румунії. Входить до складу комуни Виршолц.
Село розташоване на відстані 390 км на північний захід від Бухареста, 5 км на захід від Залеу, 66 км на північний захід від Клуж-Напоки.

## Населення
За даними перепису населення 2002 року у селі проживали 170 осіб, з них 169 осіб (99,4%) румунів. Рідною мовою 169 осіб (99,4%) назвали румунську.